# Осборн, Вальда
Ва́льда Ро́змари О́сборн (англ. Valda Rosemary Osborn; 17 сентября 1934, Уэмбли, графство Миддлсекс — 28 декабря 2022) — британская фигуристка, выступавшая в одиночном катании, чемпионка Европы 1953 года и бронзовая медалистка чемпионата мира того же года. Она представляла Великобританию на Олимпийских играх 1952 года, где заняла 11-е место.
Её тренировал Арнольд Гершвиллер.

## Достижения
| Соревнование            | 1949 | 1950 | 1951 | 1952 | 1953 |
| ----------------------- | ---- | ---- | ---- | ---- | ---- |
| Зимние Олимпийские игры |      |      |      | 11   |      |
| Чемпионаты мира         | 12   | 13   | 9    | 8    | 3    |
| Чемпионаты Европы       | 9    |      | 4    | 5    | 1    |